# Lado B (álbum de Mar de Copas)
Lado B es el álbum recopilatorio de la banda de rock peruana Mar de Copas. Al igual que la mayoría de sus lanzamientos la disquera es MDC Producciones. El álbum fue uno de los más vendidos en el 2013 en el Perú, con más de 10 mil copias vendidas.

## Lista de canciones
1. Cada vez
2. Estación (Cover de Sui Generis)
3. Lisa en el espejo
4. Falso amor
5. Lucía
6. Ramera
7. Otra canción / con el mar
8. No me imagino (Cover de Los Secretos)
9. Un día sin sexo
10. Viejo amor, nuevo amor
11. Luis
12. Soleá
13. Solo y feliz
14. Cu4tro